# Bolitogyrus cornutus
Bolitogyrus cornutus (лат.) — вид коротконадкрылых жуков рода Bolitogyrus из подсемейства Staphylininae (Staphylinidae). Неотропика: Колумбия, Эквадор.

## Описание
Длина около 4 мм, окраска тела пёстрая, блестящая. Тело темно-коричневое; лоб иногда со слабым зеленовато-синим металлическим отблеском; переднеспинка со слабым бронзовым металлическим отблеском; переднеспинка с основанием узко, а боковые части широко и отчетливо светлее, оранжево-коричневые, бугорок переднеспинки светлее, боковые поля светлые, иногда сливаются с таковыми на выступе переднеспинки; надкрылья более светлые, от красновато-коричневых до желтовато-коричневых, эпиплевры заметно светлее, желтоватые, шов и очертания щитка темно-коричневые, вершина надкрылий нечётко или заметно светлее; брюшко сверху с тергитами III – V от красновато-коричневого до красного, окаймленное латерально и апикально контрастирующим темно-коричневым цветом у экземпляров из Эквадора, тергиты более диффузно окрашены у колумбийских экземпляров; тергиты VI – VII более тёмные, темно-коричневые, вершина VII тергита со светлой оранжевой полукруглой маркировкой, вершина VII стернита светлая, жёлтая; VIII сегмент и генитальный сегмент обоих полов целиком светлые, жёлтые; антенномеры I – V светлые, желтовато-коричневые, I – II сегменты иногда более темно-коричневые, антенномеры VI – X темно-коричневые, вершинные антенномеры немного светлее предыдущих, от светло-коричневых до коричневато-желтых; максиллярные и губные щупики желто-коричневые, I – III сегменты темнее у экземпляров из Эквадора; ноги светлые, от жёлтого до желтовато-коричневого цвета, передние бёдра без отчетливой тёмной субапикальной перевязи, средние и задние бёдра с тёмной субвершинной перевязью, почти или полностью доходящей до вершины, средний и задний тазики затемнены, буроватые, голени с затемненными боковыми сторонами, лапка темно-коричневая.  Антенномеры I—V усиков без плотного опушения; боковые части задних голеней без шипиков, только со щетинками; глаза сильно выпуклые и занимающие почти всю боковую поверхность головы.  Обнаружены на гнилой древесине с грибами во влажных вечнозелёных лесах. Вид был впервые описан в 2014 году датским колеоптерологом Адамом Брунком (Adam J. Brunke; Biosystematics, Natural History Museum of Denmark, University of Copenhagen, Копенгаген, Дания).